# Antigone antigone
Sếu sarus (danh pháp hai phần: Antigone antigone) là một loài chim sếu lớn, không di cư phân bố từ tiểu lục địa Ấn Độ, Đông Nam Á đến Australia. Đây là loài cao nhất trong những loài chim biết bay, khi đứng thẳng đạt chiều cao lên đến 1,8 m (5 ft 11 in). Đây là loài đáng chú ý và mang tính biểu tượng trên đất ngập nước rộng. Sếu sarus có thể dễ dàng phân biệt với những loài sếu khác trong vùng miền do màu sắc xám toàn diện, đầu chim và phần cổ trên có màu đỏ tương phản. Chim sếu kiếm ăn trên đầm lầy và đất ngập nước nông, tìm ăn rễ cây, củ, côn trùng, giáp xác và con mồi nhỏ có xương sống. Giống như những loài sếu khác, sếu sarus hình thành cặp ghép đôi kết hợp lâu dài và tiến hành nghi thức chiếm đóng, giữ gìn lãnh thổ chiếm được; phô bày hoạt động tán tỉnh chẳng hạn như kêu rống inh ỏi, nhảy múa và những động tác giống khiêu vũ.
Việt Nam, Lào, Campuchia, Myanmar, Thái Lan và Vân Nam (Trung Quốc), là nơi cư trú phân loài sếu đầu đỏ, với danh pháp Grus antigone sharpii. Tại Việt Nam, sếu đầu đỏ từng là biểu tượng của hãng hàng không Air Mekong.
Tại Ấn Độ, loài chim này được xem là biểu tượng hôn nhân chung thủy, người Ấn tin rằng chim sếu giao phối cho cuộc sống; thậm chí khi đánh mất bạn tình, lòng khát khao sẽ khiến chim sếu tuyệt vọng đến mức chết đói. Mùa giao phối chủ yếu xuyên suốt mùa mưa, cặp sếu xây dựng "hòn đảo" tổ chim khổng lồ; nền tổ tròn được lót bằng lau sậy, cỏ lá với đường kính gần 2 m, đủ cao để ở lại trên mặt nước cạn xung quanh. Số lượng sếu sarus suy giảm nhiều trong thế kỷ qua, ước tính rằng quần thể hiện tại chỉ bằng 1/10 hoặc ít hơn (độ chừng 2,5%) số lượng sếu từng tồn tại trong thập niên 1850. Thành trì của loài sếu này là Ấn Độ, nơi chim sếu được tôn sùng theo văn hóa truyền thống và sinh sống trên đất nông nghiệp gần con người. Tại nơi khác, loài này bị trừ tiệt nhiều nơi thuộc phạm vi phân bố cũ.

## Mô tả

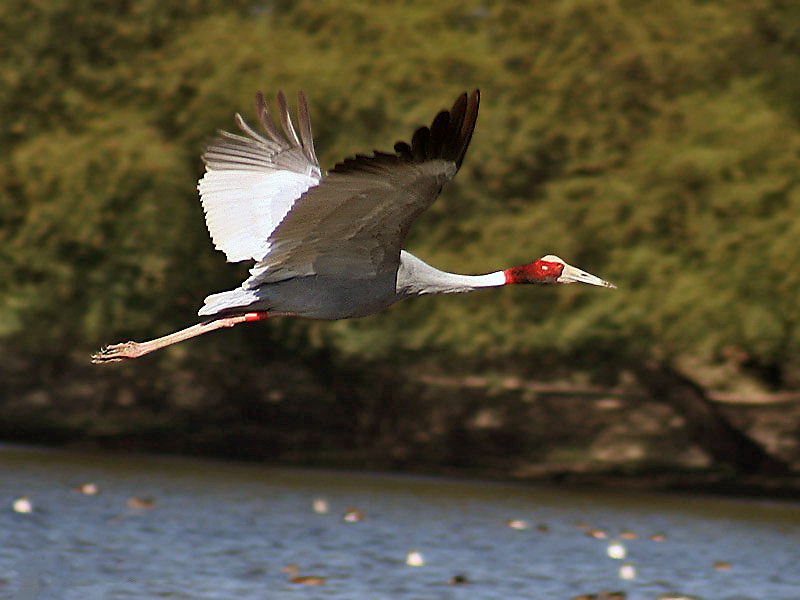
Khi chim bay, lông mép đen tương phản với đôi cánh xám (Bharatpur, Ấn Độ).

Sếu sarus trưởng thành rất lớn với đôi cánh và cơ thể màu xám; chiếc đầu và phần cổ trên trọc màu đỏ; đỉnh đầu xám; mỏ chim nhọn dài có màu xám lục. Khi bay, chiếc cổ dài được giữ thẳng, không giống chim diệc, cổ gấp lại, ngọn lông cánh màu đen có thể nhìn ra được; đôi chân dài màu hồng của chim sếu kéo lê phía sau chúng. Loài chim này có một mảng lông mình hình tai màu xám, tròng đen màu đỏ cam và chiếc mỏ xám lục. Chim non có mỏ màu nền vàng nhạt, đầu chim nâu xám mọc lông vũ đầy đủ.

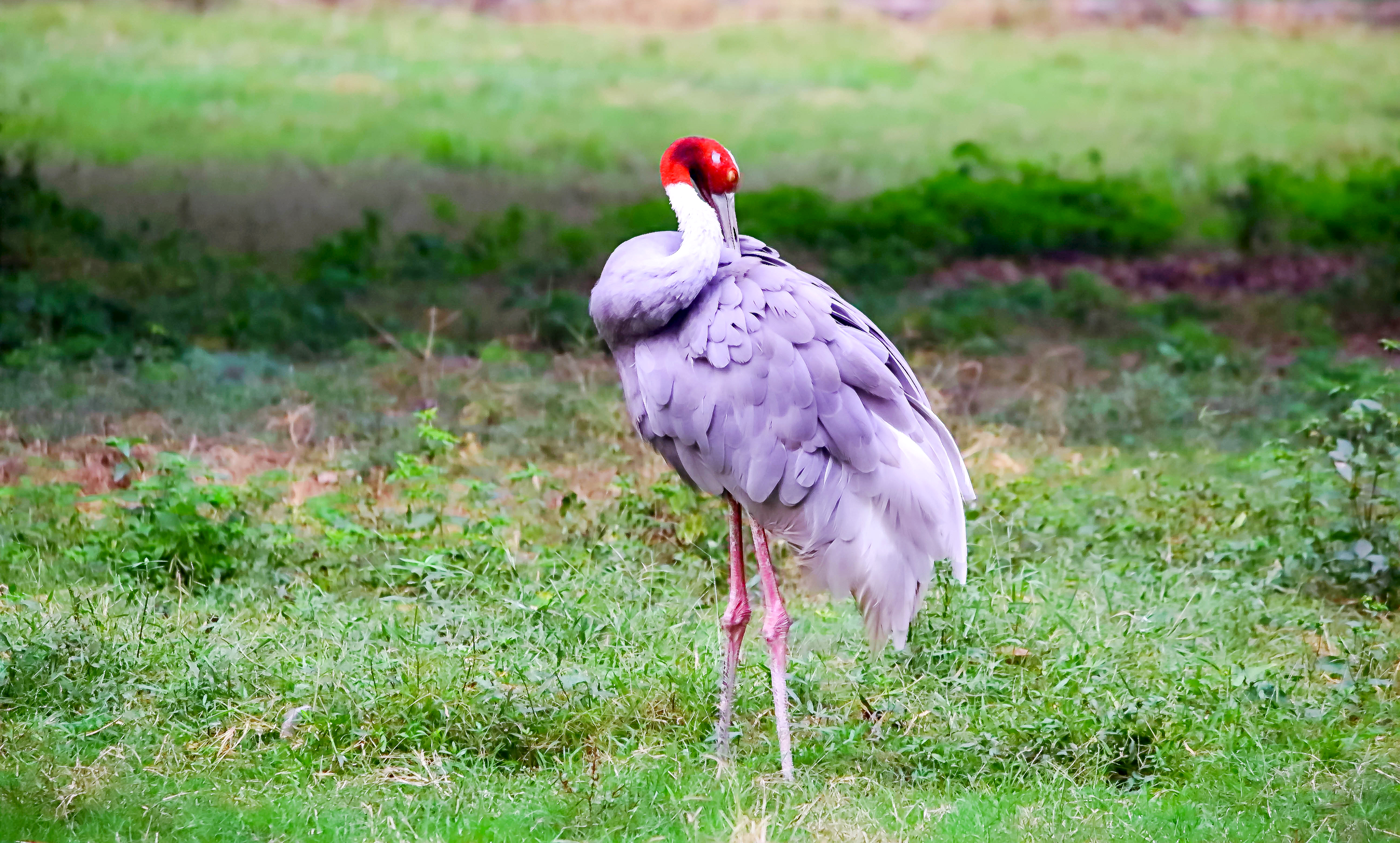
Sếu sarus

Lớp da trọc đỏ trên đầu và cổ chim trưởng thành sáng hơn trong mùa sinh sản. Lớp da này thô và bao phủ nhờ nang lông, vùng hẹp xung quanh và phía sau đầu được bao phủ bởi lông vũ cứng màu đen. Cả hai giới không khác nhau về bộ lông chim mặc dù sếu trống trên trung bình lớn hơn sếu mái; sếu sarus trống thuộc quần thể Ấn Độ có thể đạt chiều cao tối đa khoảng 180 cm (5.9 ft) khiến cho chúng trở thành loài chim bay còn tồn tại cao nhất thế giới. Cân nặng cá thể chủng loài chỉ định vào khoảng 6,8–7,8 kg (16 lb), trong khi cá thể phân loài sharpii 5 tuổi trưởng thành đạt trung bình 8,4 kg (18,5 lb). Dọc theo phạm vi phân bố, cân nặng có thể biến thiên từ 5 đến 12 kg (11–26 lbs), chiều cao điển hình từ 115 đến 167 cm (45–69 in) và sải cánh từ 220 đến 250 cm (87–100 in).
Trong khi quần thể phía bắc nặng nhất giữa những loài sếu, cùng với sếu Nhật Bản và sếu yếm thịt, lớn nhất trong phạm vi của chúng, chim từ Australia có xu hướng nhỏ hơn. Tại Australia, sếu sarus có thể dễ dàng bị nhầm lẫn với sếu brolga khá phổ biến. Sếu brolga có màu đỏ tiếp giáp phần đầu và không mở rộng đến phần cổ. Khối lượng cơ thể sếu sarus tại Australia đo được trung bình khoảng 6,68 kg (14,7 lb) ở chim trống và 5,25 kg (11,6 lb) ở chim mái, với phạm vi cho cả hai giới đạt 5 đến 6,9 kg (11 đến 15 lb). Do đó, sếu sarus tại Australia trung bình đạt khoảng 25% nhẹ hơn so với đồng loại phía bắc và nhẹ vừa vặn trên trung bình hơn so với sếu brolga.

## Phân bố và môi trường sống
Loài chim này trong lịch sử từng phân bố rộng rãi trên nhiều vùng đất thấp của Ấn Độ dọc theo đồng bằng sông Hằng, mở rộng về phía nam đến sông Godavari, phía tây đến ven biển Gujarat, huyện Tharparkar thuộc Pakistan,, phía đông đến tây Bengal và Assam. Loài không còn phối giống tại Punjab, mặc dù thường xuyên vào mùa đông. Sếu sarus quý hiếm, sinh sống với số lượng rất thấp ở Tây Bengal và Assam, không còn tìm thấy ở bang Bihar. Tại Nepal, phân bố loài được giới hạn đến đồng bằng đất thấp phía tây, với hầu hết quần thể sinh sống tại các huyện Rupandehi, Kapilvastu, và Nawalparasi.
Có 2 quần thể riêng biệt của sếu sarus tại Đông Nam Á: quần thể phía bắc tại Trung Quốc và Miến Điện, quần thể phía nam tại Campuchia và Việt Nam. Sếu sarus sinh sống mở rộng đến Thái Lan và xa hơn nữa về phía đông đến Philippines, nhưng đã tuyệt chủng. Năm 2011, 24 con sếu sinh sản nuôi nhốt được nuôi từ năm con sếu giống gốc tái nhập vào Thái Lan. Tại Australia, chim tìm được chỉ tại vài vùng phía bắc, di cư một phần tại vài khu vực. Phạm vi toàn cầu đã bị thu hẹp và khu vực chiếm đóng lớn nhất hiện nay tại Ấn Độ. Do đất đầm lầy bị phá hủy, số chim sếu đang ngày càng phụ thuộc ruộng lúa ẩm ướt tại Ấn Độ. Mặc dù bây giờ tìm được chủ yếu tại độ cao thấp trên nhiều đồng bằng, có một số ghi chép lịch sử từ đầm lầy cao nguyên xa về phía bắc ở Harkit Sar và Kahag tại Kashmir. Nòi giống sếu sarus ở một số khu vực có độ cao, chẳng hạn gần Pong Dam tại Himachal Pradesh, nơi quần thể có thể phát triển tương ứng hoạt động canh tác lúa gia tăng dọc theo hồ chứa nước. Tại những huyện chuyên canh lúa thuộc bang Uttar Pradesh, sự phong phú của sếu sarus (ước tính cư ngụ) cao nhất ở các huyện phía tây, trung gian ở các huyện trung tâm, và tối thiểu ở các huyện phía đông. Sự phong phú của sếu sarus liên quan tích cực đến tỷ lệ phần trăm đất ngập nước trên cảnh quan, và tiêu cực với tỷ lệ diện tích canh tác lúa.
Hai quần thể biệt lập tồn tại ở Australia, một từ phía tây vùng Kimberley đến phía đông Arnhem Land tại lãnh thổ Bắc Úc và quần thể khác từ hướng đông Burketown, xa về phía nam Townsville. Sếu sarus không tìm thấy được tại phía bắc bán đảo Cape York thuộc Weipa. Chim sếu thường được nhìn thấy tại công viên quốc gia Kakadu, nơi mà loài chim này thường khó tìm ra giữa đàn sếu brolga đông đảo hơn, và tại vùng Atherton Tablelands ở bang Queensland.
Sếu sarus ưu tiên sống trên đất ngập nước hay những mảng đất bỏ hoang giữa đồng lúa ngập lũ (người địa phương gọi là khet-taavadi) để làm tổ ở Ấn Độ. Cặp chim sinh sản chiếm lãnh thổ và ưa thích kiếm ăn trên đất ngập nước tự nhiên, mặc dù cây trồng ẩm ướt như lúa gạo hay lúa mì cũng thường được ưa chuộng.

## Phân loại và hệ thống học

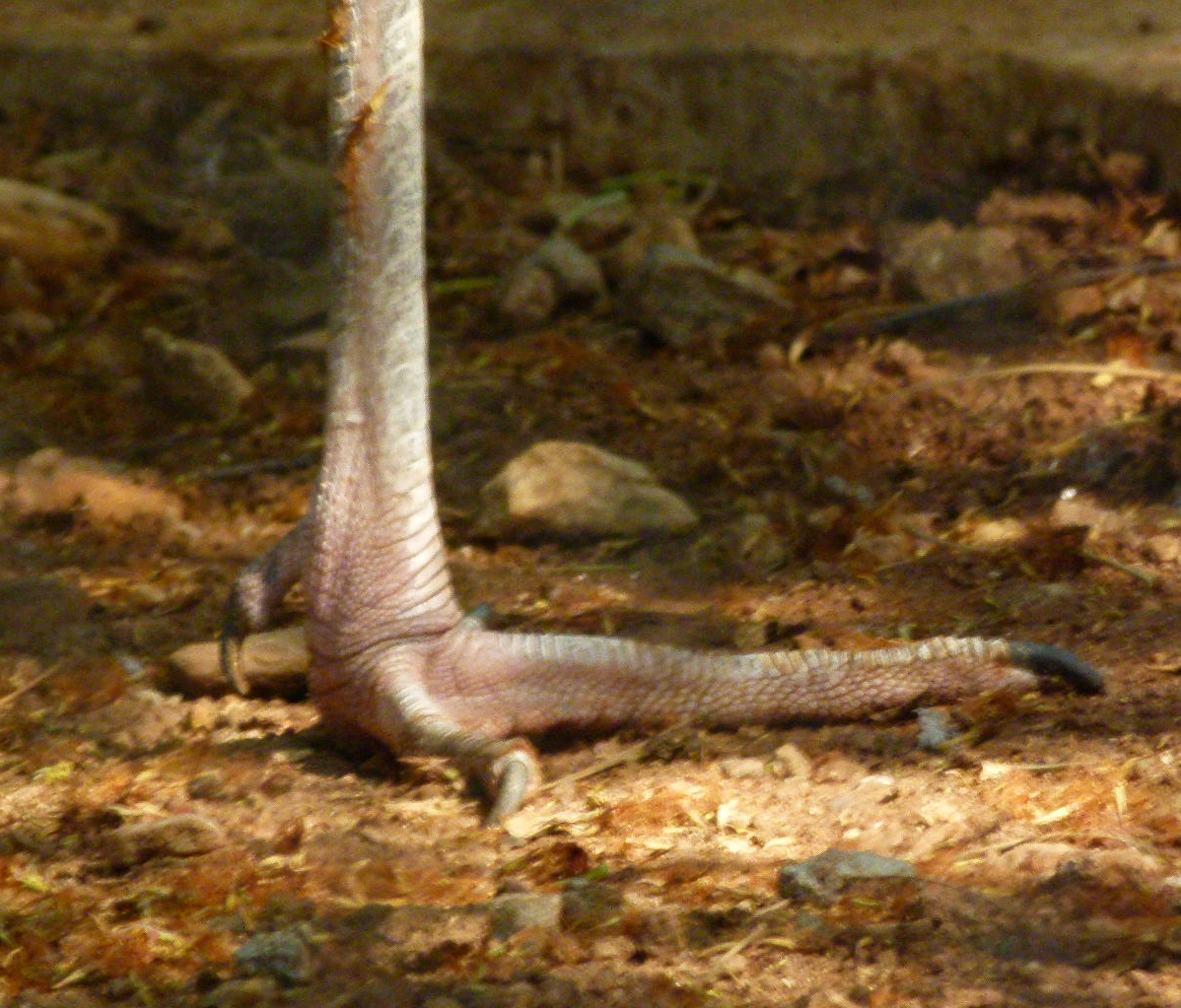
Tất cả chim sếu đều phát triển cao và ngón chân sau tiêu giảm nhiều.

Loài chim này được Linnaeus mô tả vào năm 1758, xếp vào chi Ardea cùng nhiều loài chim diệc lớn hơn. Edward Blyth xuất bản chuyên khảo về chim sếu năm 1881, trong đó ông xem xét "sếu sarus" của Ấn Độ được hình thành từ hai loài, Grus collaris và Grus antigone. Hầu hết tác giả hiện đại công nhận một loài có ba quần thể tách rời được xem như phân loài, mặc dù tình trạng quần thể tuyệt chủng từ Philippines không chắc chắn. Phân loài chỉ định từ Ấn Độ lớn nhất, tại phía đông từ Myanmar được thay thế bằng chủng loài sharpii kéo dài đến tận đảo Đông Nam Á. Hình dạng chủng loài chỉ định từ tiểu lục địa Ấn Độ được đánh dấu và phân biệt tốt nhờ vòng lông cổ trắng bên dưới phần cổ trên và phần đầu trọc, cùng lông cánh khoảng thứ ba màu trắng. Một số tác giả xem xét antigone và sharpii như đại diện cho quần thể tiếp diễn trước đây biến đổi dị biệt so với đồng loại. Chủng loài tại Australia, ban đầu được đặt danh pháp sharpii (đôi khi viết chính tả sharpei nhưng được sửa đổi phù hợp quy tắc ngữ pháp Latinh) được tách ra và đặt tên như chủng loài gilliae (đôi khi viết chính tả gillae hoặc thậm chí gilli). Chủng loài tại Australia chỉ được đề cử năm 1988, với chính loài đó nhận ra lần đầu tiên tại Australia năm 1969 và đánh giá như loài nhập cư gần. Tuy nhiên, người bản xứ Australia, phân biệt sếu sarus và sếu brolga, sếu sarus được gọi là "chim sếu khử trùng chiếc đầu trong máu". Chủng loài tại Australia có bộ lông chim sẫm tối riêng biệt và một mảng lông tai xám lớn. Quần thể này thể hiện sự phân kỳ gần đây nhất từ hình dạng tổ tiên với ước tính có 3000 thế hệ nòi giống tại Australia. Một phân loài bổ sung luzonica được đề xuất cho quần thể khi tìm thấy, nhưng hiện đã tuyệt chủng, tại Philippines. Không có ký tự riêng biệt được biết, đó có thể là danh pháp đồng nghĩa hoặc gilliae hoặc sharpii.

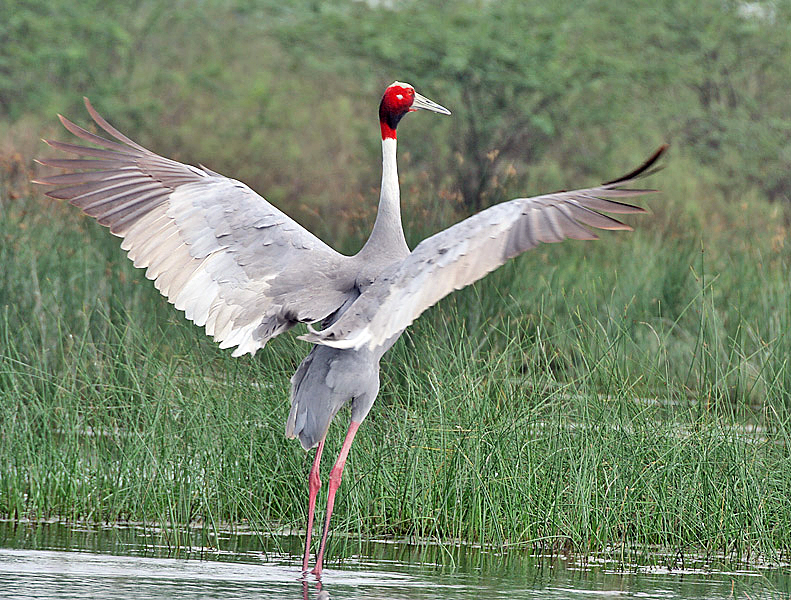
Chim xòe cánh (Hodal, Ấn Độ)

Phân tích DNA ti thể, từ số lượng mẫu vật hạn chế, đề xuất rằng dòng gen tại quần thể trên lục địa châu Á đến thế kỷ XX đã thu hẹp phạm vi, và tại Australia chỉ chiếm thuộc địa vào kỷ nguyên Pleistocen muộn, khoảng 35000 năm về trước. Điều này được chứng thực bằng cách phân tích DNA nhân vi vệ tinh gấp 4 lần kích thước vật mẫu. Nghiên cứu này đề xuất xa hơn rằng quần thể tại Australia khá bẩm sinh. Như có thể tồn tại khả năng (giới hạn) lai giống với sếu brolga theo di truyền học riêng biệt, sếu sarus tại Australia có thể được mong đợi cho ra loài phôi thai.

### Nguyên từ
Tên gọi phổ biến của sếu sarus được xuất pháp từ tên gọi trong tiếng Hindi ("sāras") cho loài chim này. Từ ngữ Hindi được biến thể từ từ ngữ sarasa, trong tiếng Phạn, dành cho "chim hồ nước" (lake bird), (đôi khi bị viết sai thành sārhans). Trong lúc người Ấn Độ tôn kính chim sếu, binh sĩ Anh tại thuộc địa Ấn Độ đã săn bắn chim, gọi nó là serious (nghiêm trọng)  hoặc thậm chí là cyrus. Danh pháp loài được đặt theo tên nàng Antigone — một nhân vật trong thần thoại Hy Lạp, con gái của Oedipus, nhân vật này đã treo cổ tự vẫn — có thể liên quan đến lớp da trọc trên đầu và cổ chim.

## Sinh thái và hành vi
Không giống nhiều loài sếu khác thực hiện di cư đường dài, sếu sarus phần lớn không di cư; tuy nhiên chim có thể di chuyển khoảng cách ngắn tương ứng điều kiện thời tiết mưa hay khô. Quần thể chỉ di cư tại Đông Nam Á. Cặp chim giao phối duy trì lãnh thổ được bảo vệ khỏi những con sếu khác bằng cách sử dụng vốn tiết mục lớn gồm tiếng kêu và hoạt động phô bày. Chim không giao phối diễn ra theo đàn quy mô khác nhau dao động trong khoảng 1–430 con chim. Tại khu vực bán khô hạn, cặp chim giao phối và chim non đủ lông khởi hành từ lãnh thổ vào mùa khô và gia nhập đàn không giao phối. Tại khu vực có nguồn nước chảy quanh năm, như ở đồng bằng phía tây bang Uttar Pradesh, cặp chim giao phối duy trì lãnh thổ lưu niên. Đàn lớn nhất được ghi nhận từ 29 km² tại công viên quốc gia Keoladeo – số lượng tương đương 430 con chim, và từ đất ngập nước tại huyện Etawah và Mainpuri thuộc bang Uttar Pradesh, dao động trong khoảng 245–412 con chim. Bầy đàn trên 100 con chim cũng được báo cáo đều đặn từ bang Gujarat và Australia. Trong mùa sinh sản, cặp chim giao phối thay thế chim không giao phối từ vài vị trí đất ngập nước, quần thể địa phương xuất hiện sự sụt giảm. Quần thể sếu sarus tại công viên quốc gia Keoladeo được lưu ý suy giảm từ hơn 400 con chim trong mùa hè xuống chỉ còn 20 con chim xuyên suốt gió mùa.
Chim đậu ngủ trên mặt nước nông, nơi sếu có thể an toàn khỏi vài loài động vật săn mồi mặt đất. Chim sếu trưởng thành không rụng lông lông vũ hằng năm mà thay thế chúng chỉ mỗi 2 hoặc 3 năm một lần.

### Kiếm ăn

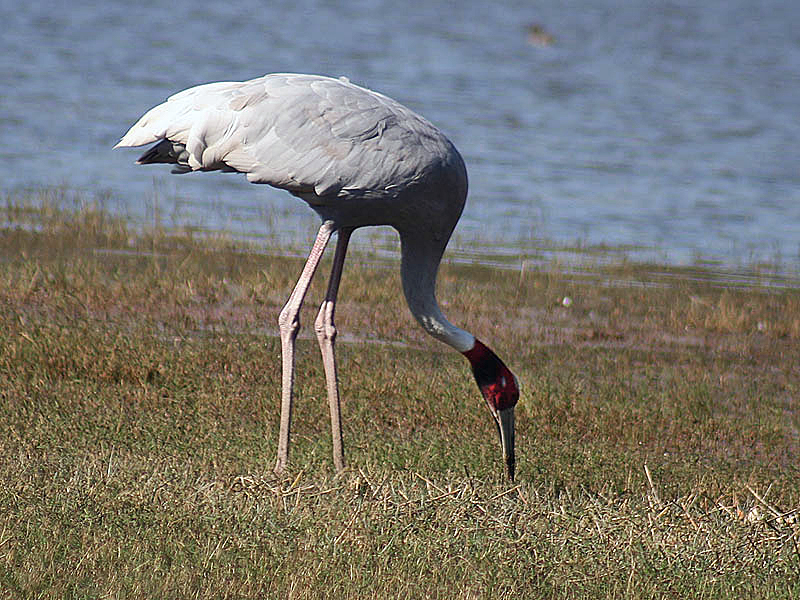
Kiếm ăn trên đất lầy (Bharatpur)

Sếu sarus kiếm ăn tại vùng nước nông (thường ít hơn 30 cm (1 ft) độ sâu mặt nước) hoặc trên đồng ruộng, thường xuyên đào bới bùn đất bằng chiếc mỏ dài. Chim sếu ăn tạp, ăn côn trùng (đặc biệt châu chấu), thực vật thủy sinh, cá (có lẽ chỉ trong điều kiện nuôi nhốt), ếch, giáp xác và hạt cây. Thỉnh thoảng săn con mồi có xương sống lớn như rắn nước (Xenochrophis piscator), sếu sarus có thể ăn cả trứng chim khác trong trường hợp hiếm và rùa. Nguồn thực vật ăn được bao gồm rễ củ, thân hành của thực vật thủy sinh, chồi cỏ cũng như hạt cây hoặc hạt giống cây trồng chuyên canh như đậu phộng và cây trồng ngũ cốc như lúa gạo.

### Tán tỉnh và sinh sản

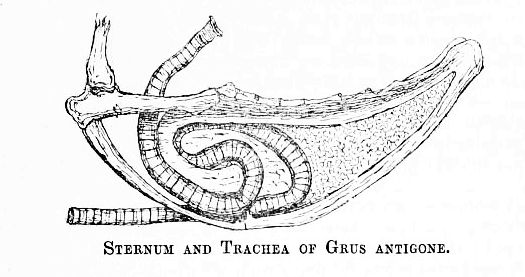
Khí quản cuộn xoắn dài phát ra tiếng kêu rống

Sếu sarus kêu rống inh ỏi. Những tiếng kêu này, giống loài sếu khác, được phát ra nhờ khí quản thon dài tạo thành cuộn dây bên trong khu vực xương ức. Cặp đôi có thể trình diễn màn phô bày ngoạn mục tiếng hót đồng thanh và điệu bộ. Bao gồm động tác "nhảy múa" được thực hiện cả trong và ngoài mùa sinh sản, liên quan đến loạt ngắn bước nhảy và động tác cúi chào được thực hiện như một trong những vòng tròn xung quanh con sếu khác. Khiêu vũ cũng có thể là một hoạt động dịch chuyển khi chiếc tổ hoặc chim non đang bị đe dọa. Chim sếu giao phối chủ yếu xuyên suốt gió mùa tại Ấn Độ (từ tháng 7 đến tháng 10 mặc dù có thể có một lứa thứ hai),, có ghi chép sinh sản trong tất cả các tháng và với sự khởi đầu mùa mưa ở Australia. Chim xây tổ lớn, nền tổ làm bằng lau sậy và thảm thực vật trên đầm lầy ẩm ướt hoặc ruộng lúa. Tổ chim được xây dựng trong vùng nước nông bằng cách chất đống sợi cói, rơm, rễ cỏ tranh và bùn đất; do vậy mà nền tổ chim tăng lên trên mực nước hình thành một hòn đảo nhỏ. Tổ chim không che đậy và dễ thấy, có thể nhìn được từ xa.

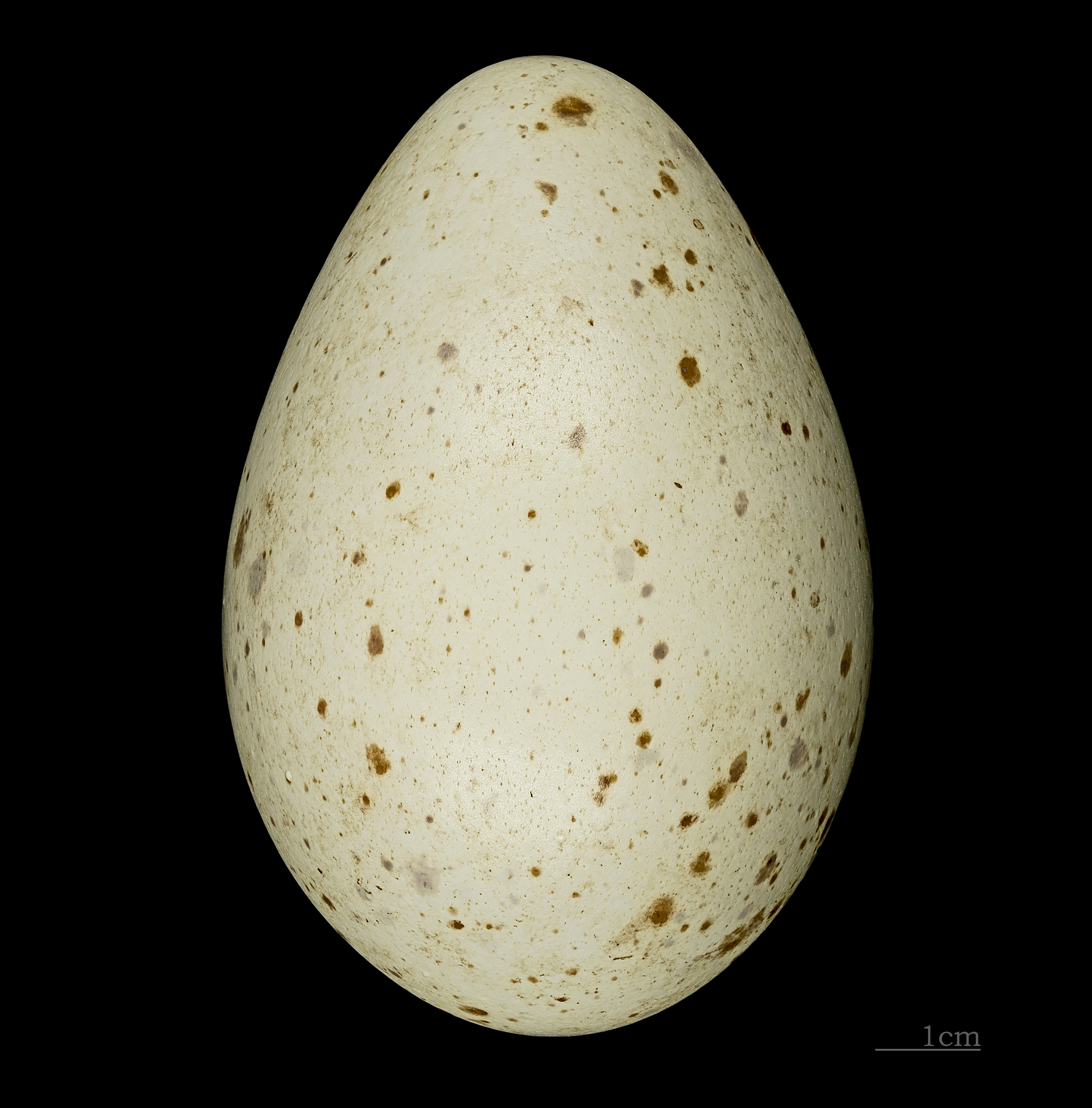
Trứng chim Grus antigone (MHNT)

Tổ chim có thể hơn 2 mét (6 feet) đường kính và gần 1 mét (3 feet) chiều cao. Cặp chim sếu thể hiện độ chính xác cao khi chọn vị trí xây tổ, thường tân trang lại và tái sử dụng tổ nhiều đến 5 mùa sinh sản. Ổ trứng có 1 hoặc 2 quả trứng (hiếm khi 3 hoặc 4) trứng được ủ ấm bởi cả chim trống lẫn mái trong khoảng 31 ngày (khoảng biến thiên 26–35 ngày). Trứng chim sếu màu phấn trắng và cân nặng khoảng 240 gam. Khi bị quấy rầy từ chiếc tổ, chim bố mẹ có thể đôi khi cố gắng che đậy số trứng bằng cách cố gắng bao phủ chúng với vật liệu từ bờ rìa tổ. Vỏ trứng được chim bố mẹ bóc tách sau khi chim non nở bằng cách hoặc loại bỏ đi số mảnh vỏ trứng hoặc nuốt chúng. Khoảng chừng 30% tất cả cặp chim giao phối thành công trong việc nuôi chim non bất cứ năm nào, và hầu hết những cặp chim nuôi thành công một hoặc hai con non, quy mô lứa chim ba con non tương đối hiếm. Chim non được chim bố mẹ nuôi ăn trong vài ngày đầu tiên, nhưng có thể ăn một cách độc lập sau đó và theo sau chim bố mẹ cho kiếm ăn. Khi báo động, sếu bố mẹ phát ra tiếng kêu korr-rr thấp, tín hiệu báo chim non đóng băng và nằm yên. Chim non ở lại với chim bố mẹ trong hơn 3 tháng. Trong điều kiện nuôi nhốt, chim giao phối chỉ sau 5 năm tuổi. Sếu sarus được đa số tin rằng chim ghép cặp cho cuộc sống, tuy nhiên trường hợp "ly hôn" và thay thế bạn đời từng được ghi nhận.

### Yếu tố tử vong

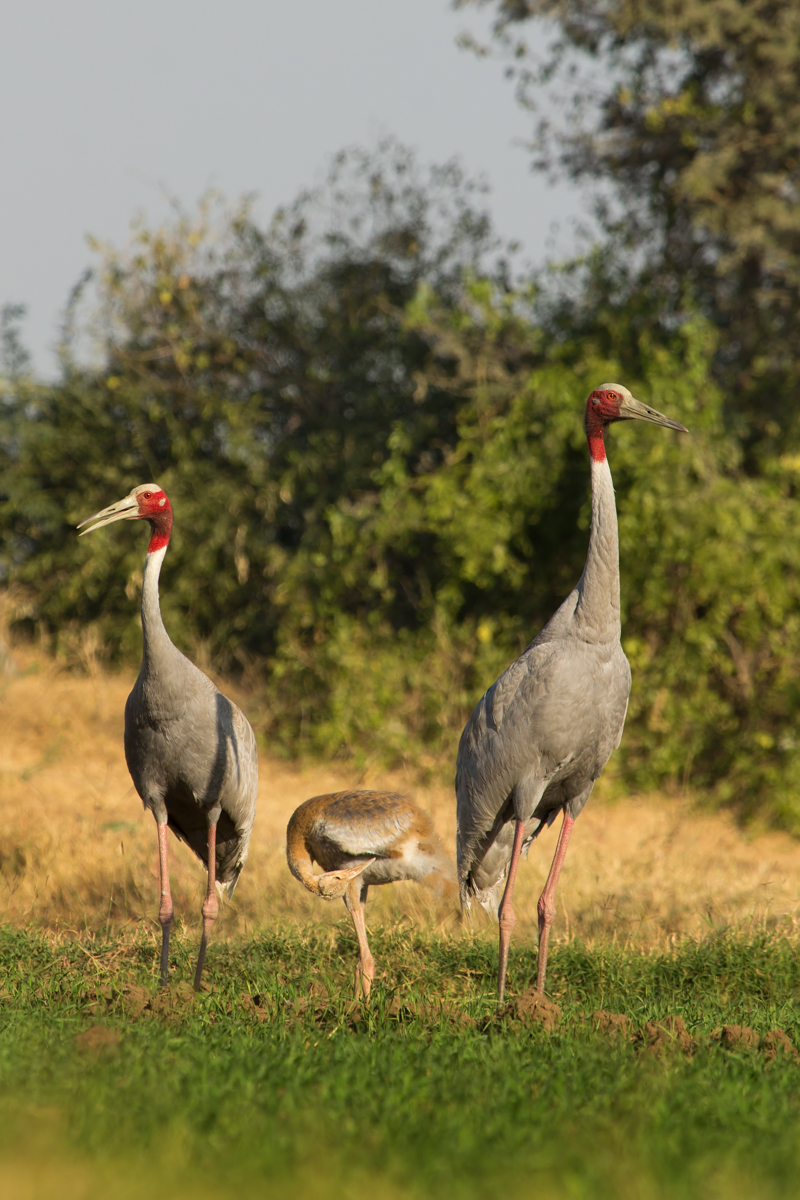
1 cặp chim sếu với chim non tại Velavadar

Trứng chim sếu thường bị quạ rừng (Corvus macrorhynchos) và quạ nhà (C. splendens) phá hoại ngay tại tổ sếu. Tại Australia, động vật ăn thịt chim non gồm có chó Dingo (Canis dingo), cáo (Vulpes vulpes) còn diều lửa (Haliastur indus) lại săn lùng trứng chim sếu. Hoạt động thủ tiêu trứng chim do nông dân (để giảm thiệt hại mùa màng) hoặc trẻ em (chơi đùa), hoặc do người lao động di cư săn trứng thực phẩm hoặc thu hoạch trứng khi có cơ hội theo những chuyến khai thác tài nguyên rừng  là những nguyên nhân nổi bật gây tử vong cho trứng chim sếu. Tỷ lệ khoảng giữa 31 - 100% trứng tổ sếu nở thất bại vì những lý do kể trên. Sếu non cũng dễ bị ăn thịt (ước đạt khoảng 8%) và bị săn lùng ngay trong tổ, nhưng hơn 30% chết không rõ lý do. Nhân giống thành công ước đạt khoảng 20% tại bang Gujarat và 51–58% tại tây nam bang Uttar Pradesh. Tại khu vực nông dân khoan thứ cho chim sếu, tổ chim trên ruộng lúa ngập lũ và đất ngập nước có tỷ lệ tương tự sự sống còn. Cặp chim làm tổ muộn mùa ít còn cơ hội nuôi chim non thành công, nhưng điều này cải thiện trên lãnh thổ nhiều đất ngập nước. Thành quả làm tổ cho 96 tổ sếu sarus được cư dân địa phương bảo vệ trong thời gian 2009-2011 theo chương trình thanh toán chi phí bảo tồn là 87%.
Ít biết được về bệnh tật và ký sinh trùng của sếu sarus, cùng tác động của chúng lên quần thể chim hoang dã. Một nghiên cứu tiến hành tại vườn thú Rome lưu ý rằng chim sếu kháng được bệnh than. Ký sinh trùng bên trong thân thể mô tả được gồm có sán lá, Opisthorhis dendriticus từ gan một con sếu nuôi nhốt ở vườn thú London và giun dẹp (Allopyge antigones) từ một con chim tại Australia. Giống như hầu hết các loài chim, chúng cũng có chấy rận ký sinh trên loài chim, loài chấy ghi nhận được gồm có Heleonomus laveryi và Esthiopterum indicum.
Trong điều kiện nuôi nhốt, sếu sarus có khả năng sống lâu dài đến 42 năm. Sếu trưởng thành thường tử vong do bởi hoạt động của con người. Ngộ độc bất ngờ do hạt giống chứa hóa chất monocrotophos, chlorpyrifos và dieldrin tại khu vực nông nghiệp được lưu ý. Sếu trưởng thành có thể bay vào đường dây điện và chết vì bị điện giật, đó là nguyên nhân giết khoảng 1% quần thể địa phương mỗi năm.

## Tình trạng bảo tồn

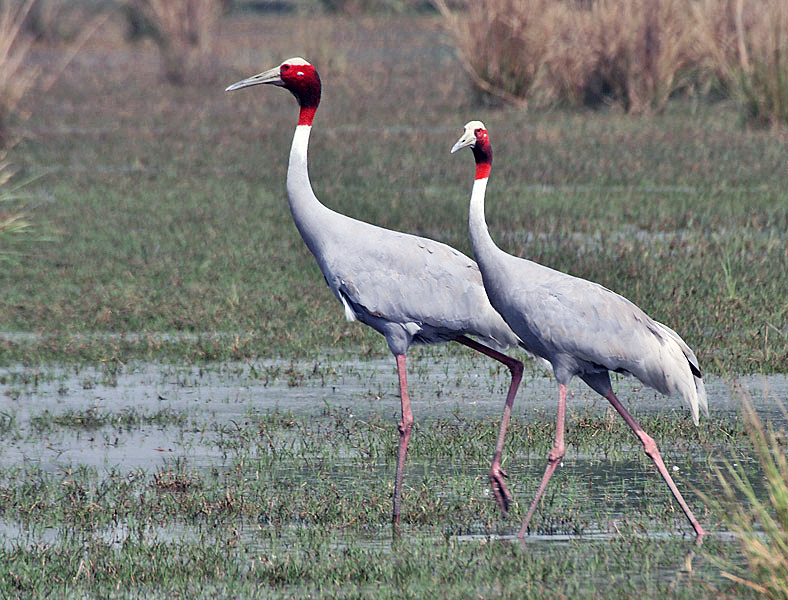
Chim sếu thường sống thành cặp hoặc nhóm nhỏ (công viên quốc gia Sultanpur)

Ước đạt 15–20,000 con sếu sarus trưởng thành trong tự nhiên vào năm 2009. Quần thể tại Ấn Độ thấp hơn 10.000 con sếu, nhưng trong 3 phân loài, đây là phân loài có số lượng nhiều nhất. Chim sếu được xem là linh thiêng và sống an toàn, không bị đe đọa nhờ tín ngưỡng truyền thống, tại nhiều khu vực chim không sợ con người. Sếu được dùng trong các dịp lễ hội tại Pakistan, nhưng không nhìn thấy được chim kể từ cuối những năm 1980. Tuy vậy quần thể tại Ấn Độ đã sụt giảm. Ước lượng quần thể toàn cầu đề xuất giả thuyết rằng quần thể năm 2000 dồi dào nhất, đạt khoảng 10% và tồi tệ nhất chỉ bằng 2,5% số lượng từng tồn tại năm 1850. Nhiều nông dân Ấn Độ tin rằng chim sếu phá hoại cây trồng, đặc biệt là lúa gạo, mặc dù nghiên cứu cho biết rằng sếu ăn lúa gạo chỉ dẫn đến tổn thất ít hơn 1% và tổn hại sản lượng lương thực gây thất thoát khoảng 0,4–15 kilôgam (0,88–33,07 lb). Thái độ của nông dân mang xu hướng tích cực bất chấp những thiệt hại, điều này giúp cho hoạt động bảo tồn chim sếu trên đất nông nghiệp. Vai trò của đồng lúa có thể đặc biệt quan trọng cho việc bảo tồn chim, từ lúc đất ngập nước tự nhiên ngày càng bị đe dọa do hoạt động của con người. Việc chuyển đổi đất ngập nước thành đất canh tác, và đất canh tác được đô thị hóa là nguyên nhân chính gây mất môi trường sống và sụt giảm quần thể dài hạn. Bồi thường cho nông dân mất mùa được đề xuất như biện pháp giúp đỡ. Quần thể tại Australia lớn hơn 5.000 con chim và có thể gia tăng. Tuy nhiên, phân loài tại Đông Nam Á đã bị tàn sát do chiến tranh cùng sự biến đổi môi trường sống (như thâm canh nông nghiệp, khô cạn đất ngập nước). Giữa thế kỷ XX, sếu biến mất khỏi phần lớn phạm vi sinh sống từng kéo dài đến tận phía nam Trung Quốc; khoảng 1500-2000 con sếu còn lại ở vài quần thể thống kê phân mảnh. Thanh toán chi phí cho cư dân địa phương để bảo vệ tổ và giúp gia tăng thành công phối giống được thử nghiệm tại phía bắc Campuchia. Thành quả làm tổ được bảo vệ cao hơn đáng kể so với tổ trứng không được bảo vệ, tác động tích cực đến quần thể khá rõ ràng. Tuy nhiên, chương trình cũng gây ra đố kỵ tại địa phương dẫn đến hành vi quấy nhiễu tổ sếu có chủ ý, đã không làm được gì để giảm bớt quy mô lớn hơn và nhiều hơn nữa những đe dọa thường trực do mất môi trường sống; dẫn đến kết luận rằng chương trình thanh toán chi phí bảo tồn là sự bổ sung lúc tốt nhất và không thể thay thế những can thiệp thường trực bao gồm bảo tồn môi trường sống và quản lý nguồn tài nguyên địa phương. Quần thể tại Philippines bị tuyệt chủng vào cuối những năm 1960.

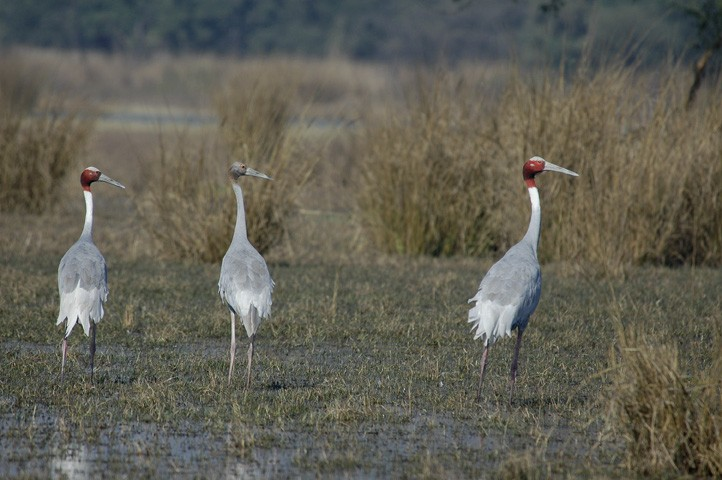
Nhóm gia đình gồm 2 chim sếu trưởng thành và 1 chim non

Sếu sarus được xếp loại là loài sắp nguy cấp trong sách đỏ IUCN. Sự đe đọa gồm có phá hủy và/hoặc suy thoái môi trường sống, săn bắn và thu hoạch, cũng như ô nhiễm môi trường và dịch bệnh hoặc loài cạnh tranh. Ảnh hưởng giao phối cận huyết trong quần thể Australia có lẽ cần được nghiên cứu.
Loài sếu này đã tuyệt chủng tại Malaysia, Philippines và Thái Lan. Chương trình tái nhập được lên kế hoạch tại Thái Lan, sử dụng chim sếu từ Campuchia.

## Trong văn hóa

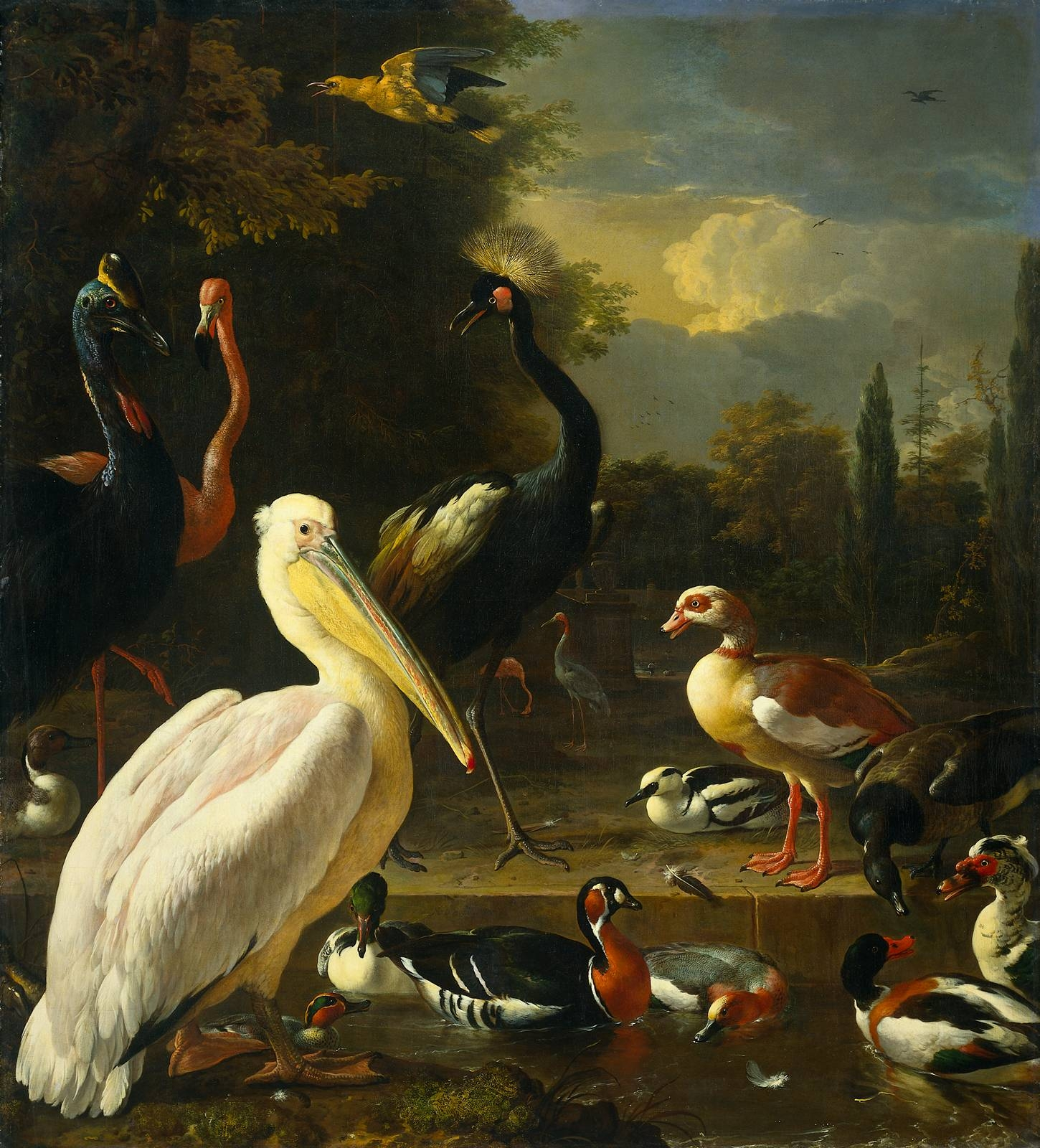
Lông vũ nổi: bức tranh do Melchior d'Hondecoeter (c.1680) vẽ các loài chim trong bầy thú của William III của Anh tại cung điện Het Loo có một con sếu sarus trên nền.

Chim sếu được tôn kính tại Ấn Độ và truyền thuyết kể rằng nhà thơ Valmiki nguyền rủa một thợ săn vì tội giết sếu sarus và sau đó được truyền cảm hứng để viết nên sử thi Ramayana. Loài chim này là đối thủ quen thuộc của công lam Ấn Độ khi cạnh tranh danh hiệu quốc điểu Ấn Độ. Trong cộng đồng người Gondi, bộ lạc phân loại ra "tín đồ ngũ thần" xem sếu sarus là loài linh thiêng. Thịt chim sếu sarus bị cấm kỵ trong kinh thánh Hindu cổ đại. Đức tin phổ rộng cho rằng sếu sarus ghép đôi vì cuộc sống và khi bạn tình chết đi sẽ khiến con sếu còn lại gầy rạc chết theo. Chim sếu là biểu tượng đức hạnh hôn nhân và tại nhiều nơi ở bang Gujarat, theo tục lệ, cặp vợ chồng mới cưới sẽ ngắm nhìn một cặp sếu sarus. Xuất hiện khắp nơi trên đồng bằng ngập lũ sông Hằng, hoàng đế Mughal, Jahangir đã thực hiện những chuyến quan sát tập tính sinh học loài sếu khoảng năm 1607 SCN. Ông lưu ý, ví dụ, rằng chim sếu luôn đẻ 2 quả trứng cách nhau khoảng thời gian 48 giờ và thời gian ấp trứng kéo dài 34 ngày.

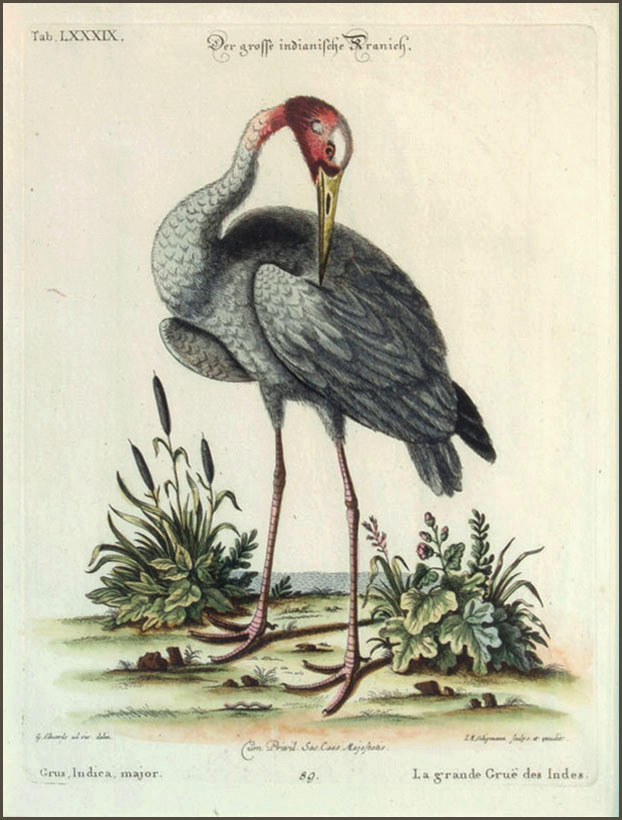
1 tấm khắc do Johann Michael Seligmann xuất bản giữa những năm 1749 và 1776 dựa trên tác phẩm của George Edwards

Mặc dù tôn kính và được người Ấn Độ bảo vệ, chim sếu vẫn bị săn đuổi suốt thời thuộc địa. Lưu ý rằng giết một con sếu sẽ khiến bạn tình còn sống của nó kêu rống nhiều ngày và theo truyền thống tin rằng con chim còn lại sẽ tuyệt thực chết theo. Thậm chí hướng dẫn săn bắn thể thao cũng ngăn cản bắn giết chim sếu. Theo nhà động vật học người Anh Thomas C. Jerdon vào thế kỷ XIX, chim non tuyệt để ăn, trong khi chim già "vô dụng trên bàn ăn". Tuy nhiên, trứng sếu sarus được dùng trong y học dân gian tại vài nơi ở Ấn Độ.
Chim non thường được nuôi nhốt và giữ trong bầy thú gánh xiếc cả ở Ấn Độ lẫn châu Âu vào thời kỳ trước. Chim cũng được nhân giống thành công trong điều kiện nuôi nhốt vào đầu thế kỷ XVII nhờ hoàng đế Jehangir, tại châu Âu và Hoa Kỳ đầu những năm 1930.
... Chim sếu non được nuôi bằng tay dễ dàng, trở nên rất thuần hóa và gắn bó với người nuôi chúng, theo anh ta như một chú chó. Chúng là những con chim rất vui tính, nhảy múa và pha trò hề lố bịch nhất, đáng giá để nuôi. Một con chim sếu mà tôi giữ, khi trao cho nó bánh mì và sữa, nó sẽ lấy bánh ra khỏi sữa, tẩy rửa trong chảo nước trước khi ăn. Con chim này, được đưa ra khỏi cung điện nhà vua tại Lucknow, rất hung dữ với người lạ và chó, đặc biệt nếu chúng sợ ông. Chú chim rất ồn ào — thói quen xấu duy nhất mà chú chim sở hữu— Irby, 1861

Bang Uttar Pradesh, Ấn Độ sử dụng sếu sarus là loài chim biểu tượng chính thức. Một chiếc máy bay cánh quạt 14 chỗ ngồi của Ấn Độ, NAL Saras, được đặt theo tên loài sếu này.

## Lưu ý
1. ↑  Flower (1938) notes only 26 years in captivity